# العلاقات الصينية الإستونية
العلاقات الصينية الإستونية هي العلاقات الثنائية التي تجمع بين الصين وإستونيا.

## مقارنة بين البلدين
هذه مقارنة عامة ومرجعية للدولتين:
| وجه المقارنة                                              | الصين                    | إستونيا                                                                             |
| --------------------------------------------------------- | ------------------------ | ----------------------------------------------------------------------------------- |
| المساحة (كم2)                                             | 9.60 مليون               | 45.34 ألف                                                                           |
| عدد السكان (نسمة)                                         | 1.33 مليار               | 1.32 مليون                                                                          |
| الكثافة السكانية (ن./كم²)                                 | 138.54                   | 29.11                                                                               |
| العاصمة                                                   | بكين                     | تالين                                                                               |
| اللغة الرسمية                                             | اللغة الصينية القياسية   | اللغة الإستونية                                                                     |
| العملة                                                    | رنمينبي                  | يورو، كرون إستوني، كرون إستوني، المارك الإستوني                                     |
| الناتج المحلي الإجمالي (بليون دولار)                      | 12.24 تريليون            | 25.92 مليار                                                                         |
| الناتج المحلي الإجمالي (تعادل القوة الشرائية) بليون دولار | 19.82 تريليون            | 38.11 مليار                                                                         |
| الناتج المحلي الإجمالي الاسمي للفرد دولار أمريكي          | 8.03 ألف                 | 17.79 ألف                                                                           |
| الناتج المحلي الإجمالي للفرد دولار أمريكي                 | 13.21 ألف                | 28.14 ألف                                                                           |
| مؤشر التنمية البشرية                                      | 0.728                    | 0.871                                                                               |
| رمز المكالمات الدولي                                      | +86                      | +372                                                                                |
| رمز الإنترنت                                              | .cn، .中国 ‏، .中國 ‏      | .ee                                                                                 |
| المنطقة الزمنية                                           | توقيت الصين، ت ع م+08:00 | ت ع م+02:00، ت ع م+03:00، توقيت شرق أوروبا، أوروبا/تالين ‏، توقيت شرق أوروبا الصيفي ‏ |

## منظمات دولية مشتركة
يشترك البلدان في عضوية مجموعة من المنظمات الدولية، منها:
| علم المنظمة | اسم المنظمة                               | تاريخ انضمام الصين | تاريخ انضمام إستونيا |
| ----------- | ----------------------------------------- | ------------------ | -------------------- |
|             | مؤسسة التنمية الدولية                     | 24 سبتمبر 1960     | 11 أكتوبر 2008       |
|             | يونسكو                                    | 4 نوفمبر 1946      | 14 أكتوبر 1991       |
|             | وكالة ضمان الاستثمار متعدد الأطراف        | 30 أبريل 1988      | 24 سبتمبر 1992       |
|             | الأمم المتحدة                             | 25 أكتوبر 1971     | 17 سبتمبر 1991       |
|             | الفريق المعني برصد الأرض                  | ?                  | ?                    |
|             | الاتحاد البريدي العالمي                   | ?                  | ?                    |
|             | البنك الدولي للإنشاء والتعمير             | 27 ديسمبر 1945     | 23 يونيو 1992        |
|             | المنظمة الهيدروغرافية الدولية             | ?                  | ?                    |
|             | الاتحاد الدولي للاتصالات                  | 1 سبتمبر 1920      | 19 مايو 1922         |
|             | منظمة حظر الأسلحة الكيميائية              | ?                  | ?                    |
|             | مؤسسة التمويل الدولية                     | 15 يناير 1969      | 9 أغسطس 1993         |
|             | المركز الدولي لتسوية المنازعات الاستشارية | 6 فبراير 1993      | 23 يوليو 1992        |
|             | منظمة التجارة العالمية                    | 11 ديسمبر 2001     | ?                    |
|             | مجموعة الموردين النوويين                  | ?                  | ?                    |
|             | منظمة الشرطة الجنائية الدولية             | ?                  | ?                    |

## وصلات خارجية
- موقع وزارة الخارجية الصينية
- موقع وزارة الخارجية الإستونية